# پیچ‌وتابیان
سقنقورهای لیگوزومینائه (نام علمی: Lygosominae) نام یک زیرخانواده از تیره سقنقور است.